# سمير البشيري
سمير البشيري, هو منشد سعودي كانت بدايته الفعليه في عالم الإنشاد على مسرح الكويت عام 1994, وقد حاز على جائزة الشباب العالمية لعام 2009 ويعتبر أول منشد سعودي يحصل على هذه الجائزة في مجال الإنشاد

## شيء من حياته
ولد المنشد سمير البشيري في قرية الحكمان بمنطقة الباحة في المملكة العربية السعودية ,تلقى تعليمه فيها لجميع المراحل الدراسية، وهو متزوج وله أربع بنات، أسماء بناته الأربعة ؛ سمر ووعد و رغد وحلا (, وابنته وعد منشده وانشدت حبها بالقلب ذايب) تخرج من كلية المعلمين قسم اللغة العربية وكان الأول على دفعته، ثم عمل مدرساً بمدرسة فلسطين بالدمام أحد مدارس أرامكو السعودية لمدة عشر سنوات، ثم أصبح بعدها مشرفاً في إدارة التدريب والابتعاث في المنطقة الشرقية وهو عضو في رابطة الفن الإسلامي العالمية

## حياته الفنية
بدأ المنشد سمير بدايته الفعليه عام 1994- 1414 على مسرح الكويت، أمام جمع غفير من الجماهير يتقدمهم وزير الأوقاف الكويتي آن ذاك، وعدد كبير من المنشدين الكبار، وكانت أول إصداراته هي ألبوم رفيق الدرب الأول كان في عام 1419 , وأول أنشودة أداها كانت شباب الهدى في الكويت عام 1994 بعد حرب التحرير في مهرجان الإنشودة الثاني، بعدها انطلق المنشد في مشاركاته العديدة التي منها إصداراته الإنشادية ومشاركاته في بعض الألبومات المشتركة، وإمتاعه في الكثير من المهرجانات داخل وخارج المملكة العربية السعودية , وقد حاز على الكثير من الجوائز والدروع التذكارية لمشاركاته العديدة، وله الكثير من اللقاءات الإعلامية التلفزيونية والصحفية وغيرها.

## كليبات إنشادية
قدّم المنشد سمير كليبات إنشادية كان لها أثر في انتشار أعماله، منها:
يذكرني
كلمات: خالد العتيبي، ألحان: سمير البشيري، إخراج: محمد عبيدالله.
تصدق
كلمات: مشتاق حسين، ألحان: محمد الصاوي، إخراج: محمد خاطر، منتج منفذ: وليد السند.
دروب العطاء
كلمات: محمد القثامي، ألحان: بدر عبد الله، إخراج: الواثق الصادق، منتج منفذ: طلال العطوي.
هذه نجواي
كلمات: محمد علوش، ألحان: تركي، إخراج: محمد عبد العزيز، منتج منفذ: وليد السند.
أحلى حياة
كلمات وألحان: سيف فاضل
مسراح
إخراج : مالك العنقري

## مهرجانات شارك فيها
- ملتقى القدس.
- ملتقى الأحبة.
- مهرجان اليتيم الأول.
- مهرجان رأس الخيمة التاسع.
- ملتقى نسائم الخير.
- حفل اعتزال نواف التمياط.
- ليالي فبراير 2010.
- مهرجان بريدة الإنشادي.
- ليالي فبراير 2011
- مهرجان جامعة ام القرى الإنشادي

## ألبوماته الخاصة
1. رفيق الدرب الأول.
2. رفيق الدرب الثاني.
3. أناجي1.
4. أناجي2.
5. مظاليم.
6. شكراً لكم.
7. أيام 2006.
8. تبسم 2007.
9. أجامل 2009.

## ألبومات شارك فيها
1. يا يمة.
2. حنايا الروح.
3. الأنيس.
4. مشاهد من عبث المصلين.
5. أمعلمي.
6. هل ترانا نلتقي.
7. حياتي.
8. جافاني.
9. عاشق الجنان.
10. أنا مقصر.
11. خير رسول.
12. نبض الشوارع.
13. سيف الشجاعة.
14. الأوثق.
15. إهداءات.
16. صدى الآهات.
17. أمي الحبيبة.
18. دروب.
19. ولاتهنوا.
20. صدى الأبرار.
21. مالي سواك.
22. مهرجان التربية 2.
23. أرجوزة الآداب.
24. أذواق.

25.شوفو السعودية

## كليبات
- كليب تصدق .. على يوتيوب.
- هذه نجواي .. على يوتيوب.

موثوقة

## موقع المنشد
رفيق الدرب ..